# Маркус Гарві
Маркус Мосія Гарві (англ. Marcus Mosiah Garvey; 17 серпня 1887 – 10 червня 1940) — ямайський політичний діяч, видавець, журналіст, підприємць і оратор. Він був засновником і першим генеральним президентом Universal Negro Improvement Association and African Communities League (UNIA-ACL, широко відомий як UNIA), через яку він оголосив себе Тимчасовим президентом Африки. Ідеологічно чорний націоналіст і Панафриканіст, його ідеї стали відомі як гарвейізм.
Гарві народився в помірно заможній афро-ямайській родині в Сент-Еннс-Бей і в підлітковому віці навчався у друкарні. Працюючи в Кінгстон, він став учасником профспілки, перш ніж недовго прожити в Коста-Риці, Панамі та Англії. Повернувшись на Ямайку, він заснував UNIA в 1914 році. У 1916 році він переїхав до Сполучених Штатів і заснував філію UNIA в районі Гарлем Нью-Йорка. Наголошуючи на єдності між африканцями та африканською діаспорою, він виступав за припинення європейського колоніального панування в Африці та політичне об’єднання континенту. Він уявляв об’єднану Африку як однопартійну державу, керовану ним самим, яка ухвалюватиме закони для забезпечення чистоти чорної раси. Хоча він ніколи не відвідував континент, він був відданий руху «Назад в Африку», стверджуючи, що частина діаспори повинна мігрувати туди. Гарвейістські ідеї ставали дедалі популярнішими, а кількість членів УНІА зросла. Однак його чорно-сепаратиські погляди — і його стосунки з білими расистами, такими як Ку-Клукс-Клан (KKK), в інтересах просування їхньої спільної мети расовий сепаратизм — відокремив Гарві від інших відомих афроамериканських активістів громадянських прав, таких як Вільям Едуард Беркхардт Дюбойс, які пропагували расову інтеграцію.
Вважаючи, що чорним людям потрібна фінансова незалежність від суспільства, де домінують білі, Гарві відкрив різні підприємства в США, включаючи Negro Factories Corporation і газету Negro World. У 1919 році він став президентом Black Star Line - судноплавної та пасажирської компанії, покликаної налагодити зв’язок між Північною Америкою та Африкою та сприяти міграції афроамериканців до Ліберії. У 1923 році Гарві був засуджений за шахрайство поштою за продаж акцій компанії і майже два роки ув'язнений у Виправна установа Сполучених Штатів, Атланта. Багато коментаторів стверджували, що судовий процес був політично мотивованим; Гарві звинувачував єврейський народ, стверджуючи, що вони ставилися до нього упереджено через його зв'язки з KKK. Після того, як його вирок був пом'якшений президентом США Келвін Кулідж, він був депортований на Ямайку в 1927 році. Поселившись у Кінгстоні зі своєю дружиною Емі Жак, Гарві заснував Народну політичну партію у 1929 році, недовго обіймаючи посаду міської голови. У зв'язку з зростаючими фінансовими труднощами UNIA, у 1935 році він переїхав до Лондона, де його антисоціалістична позиція віддаляла його від багатьох чорношкірих активістів міста. Він помер там у 1940 році, хоча в 1964 році його тіло було повернуто на Ямайку для перепоховання в Кінгстонському «Парку національних героїв».
Гарві був суперечливою фігурою. Деякі представники африканської діаспорної спільноти вважали його претензійним демагогом і дуже критично ставилися до його співробітництва з White Supremacist, його насильницької риторики та його упередження щодо людей змішаної раси та євреїв. Тим не менш, він отримав похвалу за заохочення почуття гордості та власної гідності серед африканців та африканської діаспори на тлі широко поширеної бідності, дискримінації та колоніалізму. На Ямайці його вважають національним героєм. Його ідеї справили значний вплив на такі рухи як Растафаріанство, Нація Ісламу та Рух Чорної сили.

## Раннє життя

### Дитинство: 1887–1904 рр.

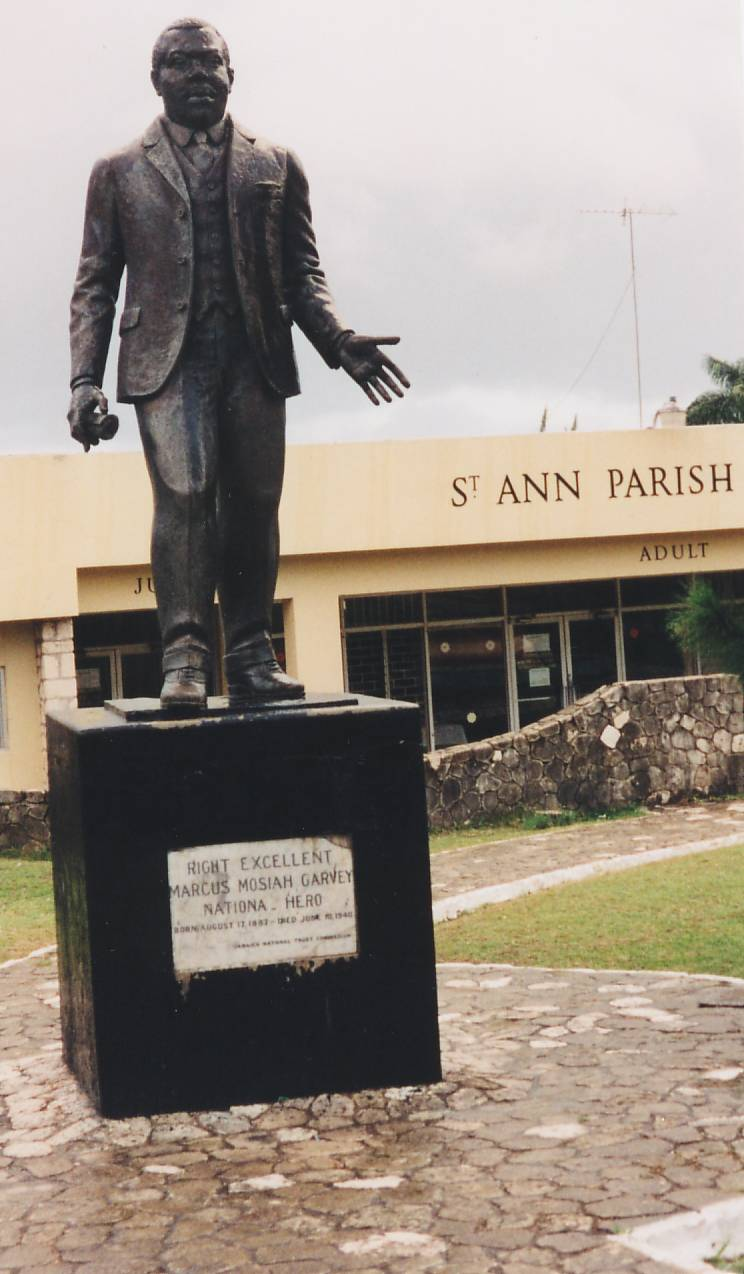
Статуя Гарві зараз стоїть у затоці Сент-Анн, містечку, де він народився.

Маркус Мосія Гарві народився 17 серпня 1887 року в Бей Сент-Анн, містечку в Колонії Ямайки. У контексті колоніального ямайського суспільства, яке мав соціальну ієрархію колір, Гарві вважався найнижчою ланкою, будучи чорношкірою дитиною, яка вважала, що має повне африканське походження. Однак пізніші генетичні дослідження, тим не менш, показали, що у нього були деякі Iberian предки. Прапрадід Гарві по батьковій лінії був народжена в рабстві до її скасування на Ямайці. Його прізвище, яке мало ірландське походження, було успадковане від колишніх поневолювачів його родини.
Його батько, Малкус Гарві, був каменярем; його мати, Сара Річардс, була домашньою прислугою і дочкою селян-фермерів. Мальх мав двох попередніх партнерів до Сари, між ними було шестеро дітей. Сара народила ще чотирьох дітей, з яких Маркус був наймолодшим, хоча двоє померли у дитинстві. Завдяки його професії родина Мальха була заможнішою за багатьох їхніх сусідів-селян; вони були дрібна буржуазія. Малх. однак був легковажним зі своїми грошима і протягом свого життя втратив більшу частину землі, якою володів, щоб сплатити платежі. Мальх мав книгозбірню та був самоосвітою; він також служив випадковий неспеціаліст в a місцева весліанська церква. Малх був нетерпимим і караним батьком і чоловіком; він ніколи не мав близьких стосунків зі своїм сином.
До 14 років Гарві відвідував місцеву церковну школу; подальша освіта була недоступною для сім’ї. Коли не навчався у школі, Гарві працював на фермі орендаря свого дядька по материнській лінії. Він мав друзів, з якими він одного разу розбив вікна в церкві, внаслідок чого був заарештований. Деякі з його друзі були білими, хоча він виявив, що, подорослішавши, віддалилися від нього; пізніше він згадував, що близькою подругою дитинства була біла дівчина: «Ми були двома невинними дурнями, які ніколи не мріяли про почуття та проблеми раси». У 1901 році Маркус був учнем до свого хрещеного батька, місцевого друкаря. У 1904 році друкарка відкрила ще одну філію в Порт-Марія, де почав працювати Гарві, щоранку виїжджаючи з затоки Сент-Анн.

### Початок кар'єри в Кінгстоні: 1905–1909
У 1905 році він переїхав до Кінгстона, де поселився в Smith Village, робітничому районі. У місті він забезпечив роботу з друкарський відділ П.А. Виробнича компанія Бенджаміна. Він швидко піднявся за рядами компанії, ставши їхнім першим афро-ямайським бригадиром. Його сестра та мати, які до цього моменту віддалилися від батька, переїхали до нього в місто. У січні 1907 року Кінгстон постраждав від землетрусу, який перетворив значну частину міста на руїни. Його, його матір і сестру залишили спати під відкритим небом на кілька місяців. У березні 1908 року його мати померла . Перебуваючи в Кінгстоні, Гарві перейшов у католицизм.
Гарві став активістом профспілки і взяв провідну роль у страйку робітників друку в листопаді 1908 року. Через кілька тижнів страйк було розірвано, і Гарві був звільнений. Відтепер Гарві не зміг знайти роботу в приватному секторі. Потім він знайшов тимчасову роботу в державній друкарні. У результаті цих переживань Гарві все більше розлютився через нерівність, яка існує в ямайському суспільстві.
Гарві приєднався до Національного клубу, першої націоналістичної організації Ямайки, ставши її першим помічником секретаря в квітні 1910 року. Група проводила кампанію за усунення Губернатора Ямайки, Сідні Олів’є з посади та припинення міграція індійських «coolies», або найманових робітників, на Ямайку, оскільки вони вважалися джерелом економічної конкуренції для усталеного населення. З іншими Член клубу Вілфред Домінго опублікував брошуру, в якій висловлював ідеї групи, «The Struggling Mass». На початку 1910 року Гарві почав видавати журнал «Вартовий Гарві» — його назва є посиланням на «Вартовий» Джорджа Вільяма Гордона, хоча він тривав лише три випуски. Він стверджував, що це тираж 3000, хоча це, ймовірно, було перебільшенням. Гарві також записався на уроки красномовства з радикальним журналістом Джозеф Роберт Лав, почавши вважати його наставником.  Завдяки покращеним навичкам Гарві говорити на стандартній англійській манері, він вступив у кілька конкурси ораторського мистецтва.

### Подорожі за кордон: 1910–1914
Економічні труднощі на Ямайці призвели до зростання еміграції з острова. У середині 1910 року Гарві поїхав до Коста-Рика, де дядько забезпечив йому роботу хронометристом. на великій плантації бананів у провінції Лимон, що належить United Fruit Company (UFC). Невдовзі після його прибуття в цьому районі відбулися страйки та заворушення на противагу спробам UFC скоротити заробітну плату робітникам. Хоча, будучи хронометристом, він відповідав за нагляд за робітниками фізичної праці, він все більше обурювався тим, як з ними поводилися. Навесні 1911 року він запустив двомовну газету Nation/La Nación, яка критикувала дії UFC та засмучувала багатьох домінуючих верств костариканського суспільства в Лимоні. Його висвітлення локації пожежа, під час якої він поставив під сумнів мотиви пожежної команди, призвів до того, що його доставили на допит у поліцію. Після того, як його друкарський верстат зламався, він не зміг замінити несправну частину та припинив роботу газети.

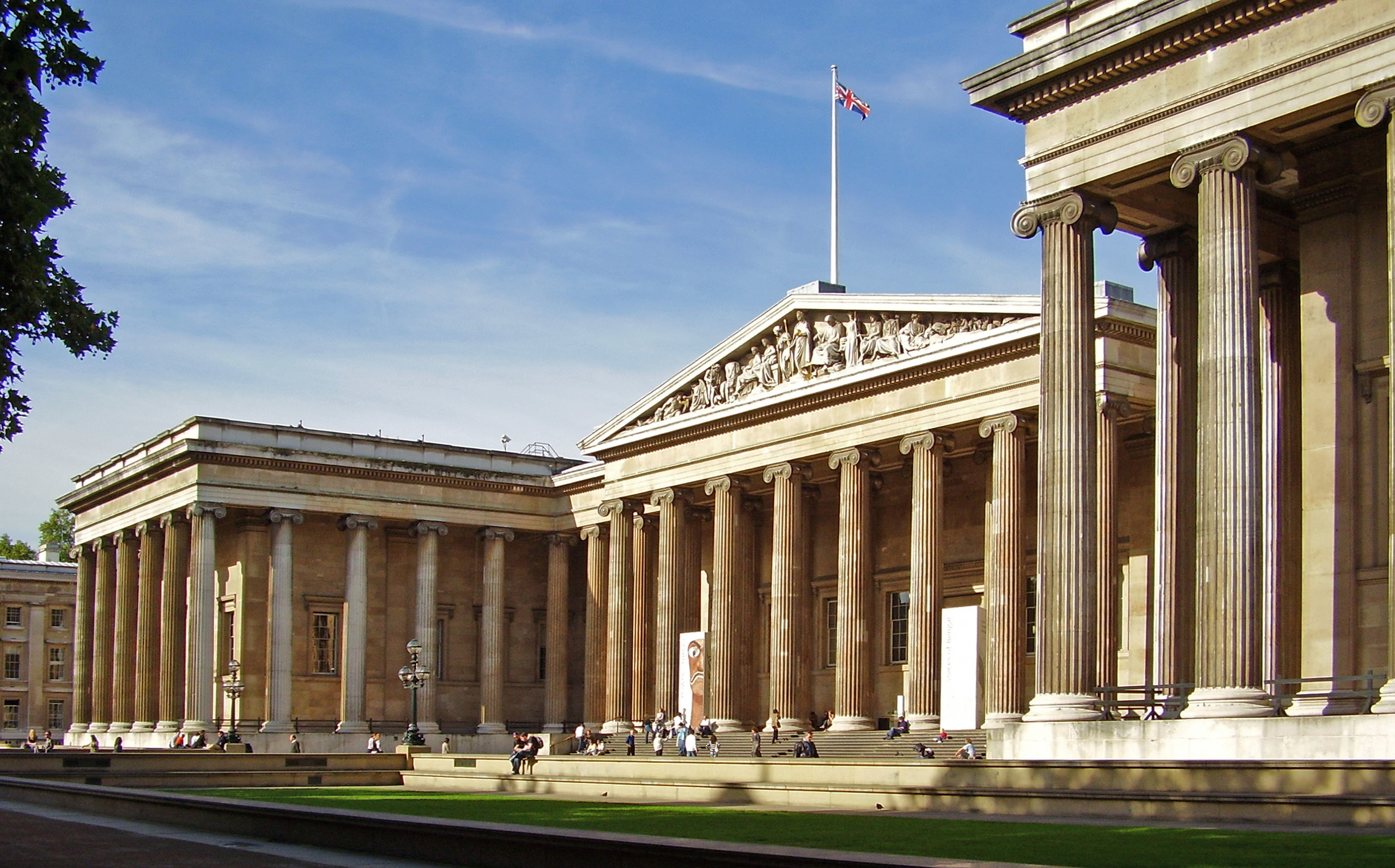
У Лондоні Гарві проводив час у читальній залі Британського музею.

Потім Гарві подорожував Центральною Америкою, виконуючи звичайну роботу, пробираючись через Гондурас, Еквадор, Колумбію та Венесуелу. Перебуваючи в порту Колон у Панамі, він створив нову газету «La Prensa» («Преса»). У 1911 р. , він серйозно захворів бактеріальною інфекцією і вирішив повернутися до Кінгстона. Потім він вирішив подорожувати до Лондона, адміністративного центру Британської імперії, в надії підвищити свою неформальну освіту. Навесні 1912 року він відплив до Англії. Знявши кімнату вздовж Borough High Street  у Південному Лондоні, він відвідав Палату громад, де на нього справив враження політик Девід Ллойд Джордж. Він також відвідав Speakers' Corner у Hyde Park і почав там виступати з промовами. У Лондоні на той час було лише кілька тисяч чорношкірих людей, і їх часто вважали екзотичними; більшість працювали підробітками. Спочатку Гарві працював по частинах, працюючи в доках міста. У серпні 1912 року його сестра Індіана приєдналася до нього в Лондоні, де вона працювала домашньою прислугою.
На початку 1913 року Гарві працював гінцем і різноробочим у журналі «African Times and Orient Review», що базувався на Fleet Street, який редагував Dusé Mohamed Ali. Журнал пропагував ефіопізм і домашнє правило для Єгипту під владою Великобританії. У 1914 році Мохамед Алі почав використовувати послуги Гарві як письменника для журналу. Гарві також відвідував декілька вечірніх курсів з права в Birkbeck College у Bloomsbury . Він запланував тур Європою, витративши час у Глазго, Парижі, Монте-Карло, Булоні та Мадриді. 
Повернувшись у Лондон, він написав статтю про Ямайку для журналу «Турист» і присвятив час читанню в бібліотеці Британського музею. Там він знайшов книгу афро-американського підприємця та активіста Букер Вашингтон «Up from Slavery». Книга Вашингтона, яка дуже сильно поширюється на нього. вплинув на Гарві. Зараз майже фінансово злиденний і вирішивши повернутися на Ямайку, він невдало запитав обох Колоніальне управління і Товариство захисту від рабства та аборигенів, щоб заплатити за його поїздку. Після того, як йому вдалося заощадити кошти на оплату проїзду, він у червні 1914 року сів на борт «SS Trent» на три тижні подорож через Атлантику. По дорозі додому Гарві розмовляв з місіонером Afro-Caribbean який провів час у Басутоленд і взяв дружину Басуто. Відкривши від цієї людини більше про колоніальну Африку, Гарві почав уявляти рух, який політично об’єднав би чорношкірих людей африканського походження по всьому світу.

## Погляди
Надавав великого значення расовій чистоті негрів і закликав американських громадян африканського походження переселятися в Африку. На ґрунті расового етноцентризму та ідеї переселення всіх афроамериканців в Африку зблизився навіть з відверто расистською організацією Ку-клукс-клан. У своїх промовах передрікав коронацію чорного короля на африканському континенті, завдяки чому ефіопський Імператор Хайле Селассіє I був проголошений прихильниками растафаріанства втіленням Джа (Бога).